# Rheumatology
«Rheumatology» (с англ. — «Ревматология») — ежемесячный рецензируемый медицинский журнал, издаваемый Британским обществом ревматологии (англ. British Society for Rheumatology) на английском языке и выходящий в издательстве Oxford University Press. Тематика журнала — все аспекты ревматологических заболеваний у детей и взрослых.
Прежние названия журнала: British Journal of Rheumatology, Rheumatology and Rehabilitation, Rheumatology and Physical Medicine, Annals of Physical Medicine.
Главный редактор журнала — профессор Университета Кардиффа Эрнест Чой (англ. Ernest Choy, University of Cardiff).
Помимо «Rheumatology», Британское общество ревматологии издаёт ещё два журнала — «Rheumatology Advances in Practice» на тему ревматологии и «Musculoskeletal Care» на тему опорно-двигательного аппарата человека.
С 2025 года журнал выходит только в онлайне, издательство прекратило печатать его номера на бумаге.

## Типы статей
Журнал публикует следующие типы статей:
- оригинальные статьи;
- обзоры;
- редакционные статьи;
- руководящие принципы;
- краткие отчеты;
- мета-анализы;
- оригинальные отчеты о клинических случаях;
- клинические описания;
- письма;
- вопросы, заданные по опубликованным материалам.

## Главные редакторы
Главными редакторами за всю историю журнала были:
- Хью Берт (1952–1956, Hugh Burt);
- А. К. Бойл (1956–1963, A. C. Boyle);
- П. Хьюм Кендалл (1963–1968, P. Hume Kendall);
- Дуглас Вульф (1968–1982, Douglas Wool);
- Родни Грэм (1982–1986, Rodney Grahame);
- Терри Гибсон (1986–1991, Terry Gibson);
- Х.А. Бёрд (1991–1997, H. A. Bird);
- Дэвид Скотт (1997–2002, David Scott);
- Ричард Уоттс (2003–2008, Richard Watts);
- Роберт Дж. Мутс (2009–2013, Robert J. Moots);
- Яап ван Лаар (2014–2018, Jaap van Laar);
- Марван Бухари (c 2019, Marwan Bukhari).

## Реферирование и индексирование
Журнал «Rheumatology» реферируется и индексируется в Biological Abstracts, BIOSIS Previews,  Current Contents/Clinical Medicine, EMBASE/Excerpta Medica, ProQuest, MEDLINE / PubMed и Science Citation Index.
По данным Journal Citation Reports на 2020 год, импакт-фактор для «Rheumatology» — 7,580 , что ставит его на 5-е место из 32 журналов категории «Ревматология».